# Inmigración polaca en los Estados Unidos

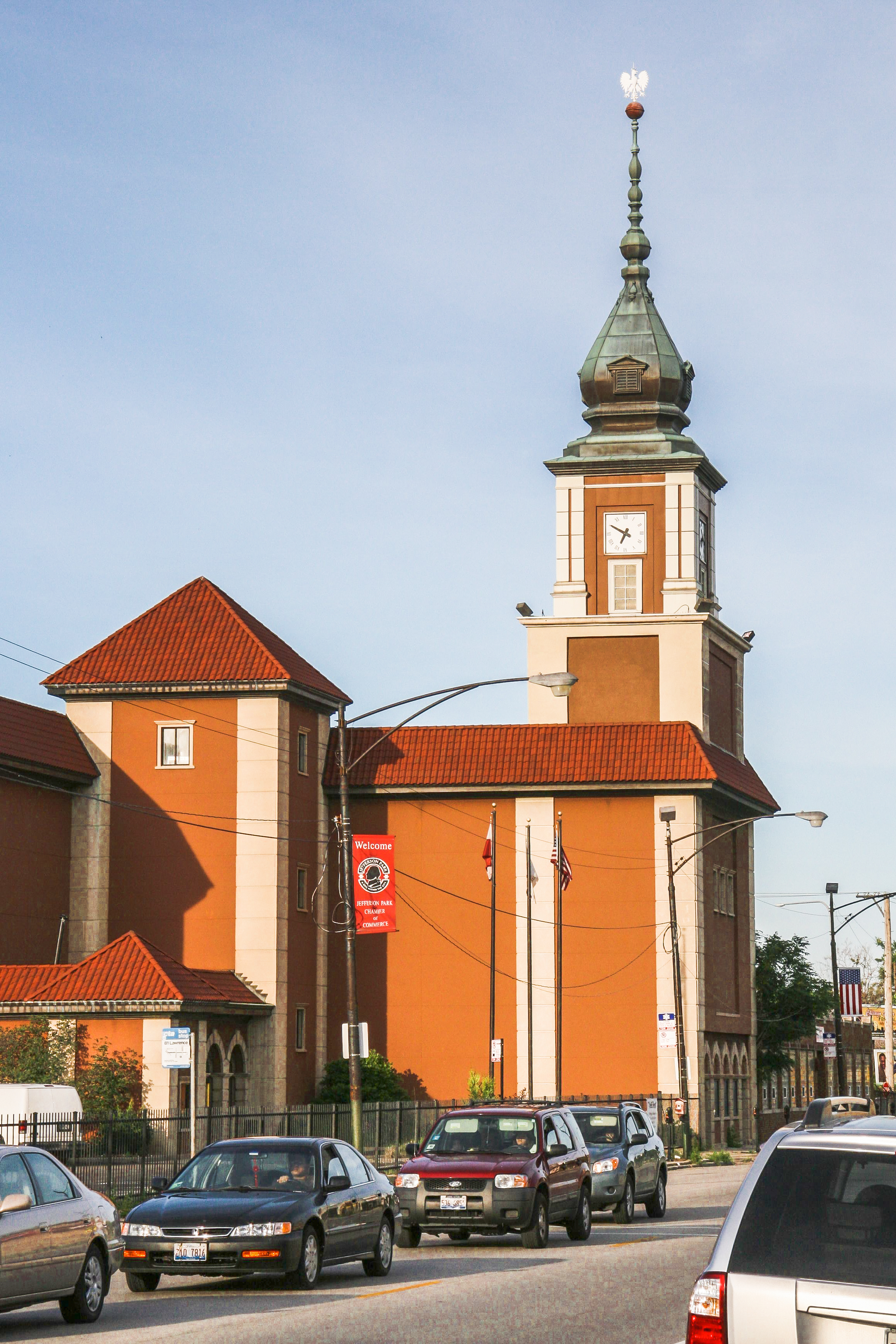
Teatro de Chicago cuyo diseño está basado en el Castillo Real de Varsovia.

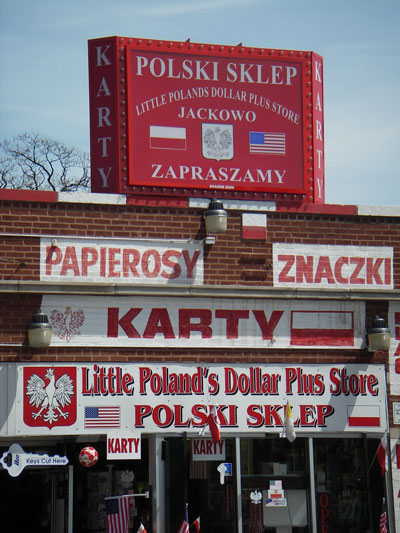
Tienda polaca en Jack, Illinois.

La inmigración polaca en los Estados Unidos se produjo de igual forma que las demás inmigraciones de europeos en hacia el Continente Americano. La colectividad polaca es trascendente en conjunto con los descendientes polaco-estadounidenses. Un porcentaje muy menor de esta colectividad profesan la religión judía y otros la ortodoxa. El censo estadounidense de 2018 reportó casi 10 millones de polacos en Estados Unidos, incluyendo estadounidenses de ascendencia polaca, representado alrededor del 3 % de la población estadounidense.

## Historia

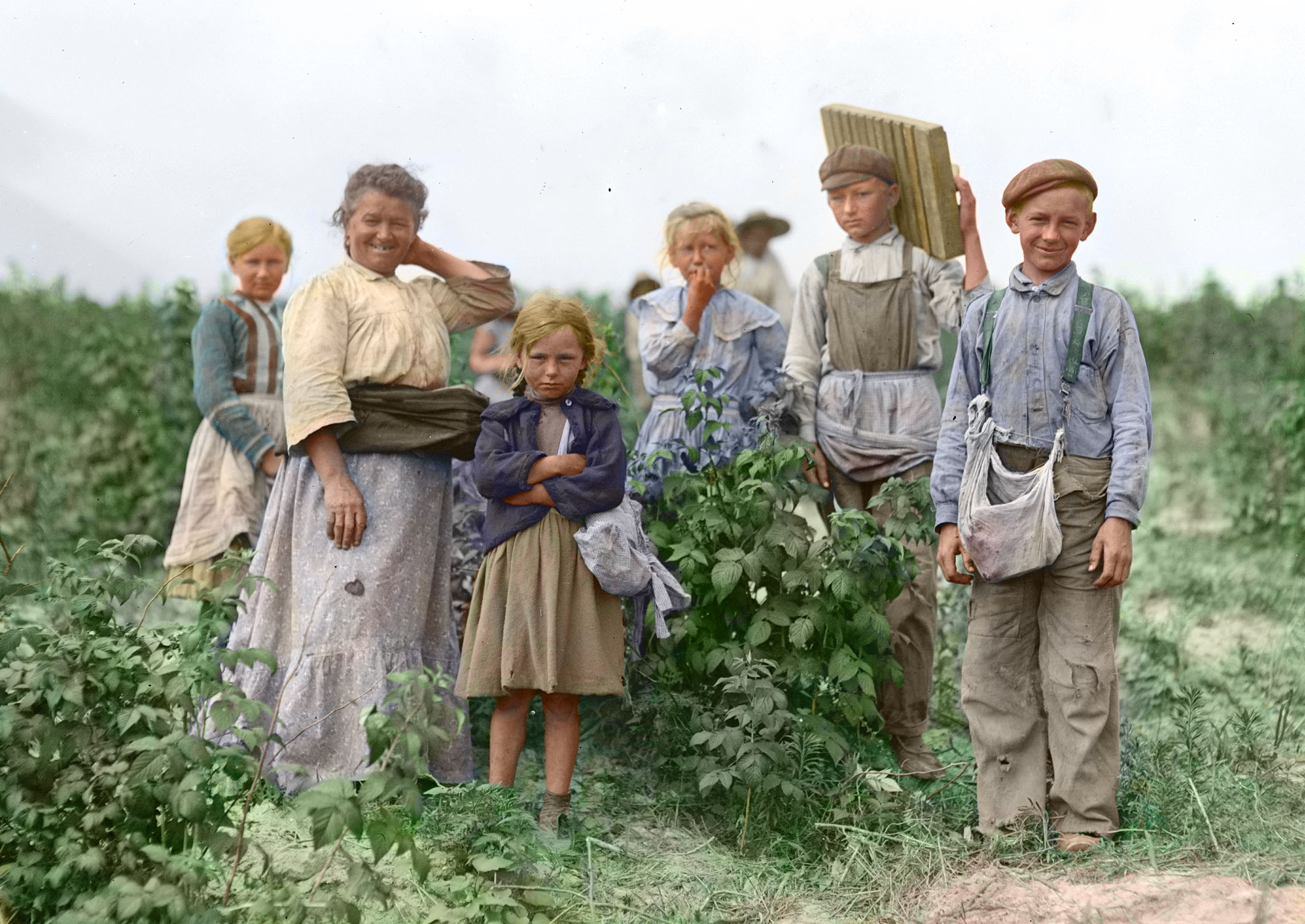
inmigrantes polacos trabajando en una granja en 1909; el sistema de bienestar era prácticamente inexistente antes de la década de 1930 y las presiones económicas sobre los pobres estaban dando lugar al trabajo infantil.

Los polacos que llegaron por primera vez a que serían los Estados Unidos, de acuerdo a los registros migratorios, se establecieron en una colonia de Virginia en el año de 1608. Los primeros inmigrantes polacos incluían a Jacob Sodowski, Pułaski Kazimierz y Tadeusz Kosciuszko, quienes participaron activamente en la guerra de independencia de los Estados Unidos. En total, más de un millón de polacos emigraron a los Estados Unidos, principalmente a finales del siglo XIX y XX. El número exacto de inmigración son desconocidos. Debido a la que formaba parte de la Mancomunidad de Polonia-Lituania, el Estado polaco no existía en el momento en que el precursor del Servicio de Inmigración y Naturalización de los inmigrantes realizaba la clasificación de acuerdo al país de origen y no por el origen étnico. Las particiones dieron lugar a los términos "ruso", "alemán" y "austríaco" para los inmigrantes polacos a los Estados Unidos.[cita requerida] En total, alrededor de 2,2 millones de polacos y súbditos polacos emigraron a Estados Unidos entre 1820 y 1914, principalmente después de insurgencias nacionales y hambrunas.
El censo de los EE. UU. pidió a los inmigrantes polacos que especificaran el polaco como su idioma nativo a partir de Chicago en 1900, lo que permitió al gobierno enumerarlos como una nacionalidad individual cuando no había un estado-nación polaco. No se hace distinción en el censo estadounidense entre estadounidenses étnicamente polacos y descendientes de polacos no étnicos, como judíos o ucranianos, que nacieron en el territorio de Polonia y se consideraban ciudadanos polacos. Por lo tanto, algunos dicen que de los 10 millones de polacos estadounidenses, solo una cierta parte es de ascendencia étnica polaca. Por otro lado, muchos polacos étnicos cuando ingresaron a los EE. UU. entre 1795 y 1917, cuando Polonia no existía, no se identificaron como polacos étnicos y, en cambio, se identificaron como alemanes, austriacos o rusos (esto se refería a las naciones que ocupaban Polonia desde 1795 a 1917). Por lo tanto, el número real de estadounidenses de ascendencia polaca al menos parcial podría superar los 10 millones. En las estimaciones de población de la Oficina del Censo de los Estados Unidos de 2011, hay entre 9 365 239 y 9 530 571 estadounidenses de ascendencia polaca, con más de 500 000 nacidos en el extranjero.
Históricamente, los estadounidenses de origen polaco se han asimilado muy rápidamente a la sociedad estadounidense. Entre 1940 y 1960, solo el 20 por ciento de los hijos de los líderes étnicos polaco-estadounidenses hablaban polaco con regularidad, en comparación con el 50 por ciento de los ucranianos.

## Estadísticas
| Año del censo | Polaco-estadounidenses |
| ------------- | ---------------------- |
| 1970          | 5 105 000              |
| 1980          | 8 228 037              |
| 1990          | 9 366 106              |
| 2000          | 8 977 444              |
| 2010          | 9 569 207              |

El censo de Estados Unidos solicitó a los inmigrantes polacos que especifiquen el polaco como su lengua materna a partir de 1900, permitiendo al gobierno enumerar como una nacionalidad individual cuando no había un estado polaco.
Actualmente, no se hace distinción en el censo de Estados Unidos entre los estadounidenses étnicamente polacos y los descendientes de personas de origen polaco, como judíos o los ucranianos, que han nacido en el territorio de Polonia y se consideran ciudadanos polacos. Por lo tanto, de los 10 millones de estadounidenses polacos, solo una cierta parte son de ascendencia étnica polaca. Por otro lado, muchos de origen polaco al entrar en los Estados Unidos entre 1795 y 1917, cuando Polonia no existía, no se identificaron como de origen polaco y en su lugar se identificaron como de Alemania, Austria o Rusia (esto se refería a las naciones que ocupan Polonia desde 1795 hasta 1917). Por lo tanto, la cantidad real de los estadounidenses de ascendencia polaca, al menos parcial, podría ser de más de 10 millones de habitantes. Los estadounidenses polacos es el grupo étnico de Europa Oriental más grande del país.
El área metropolitana de Chicago es lugar del asentamiento de polacos más grande en Estados Unidos, seguido por el área metropolitana de Nueva York. Chicago tiene la mayor comunidad polaca que cualquier otra ciudad en el mundo que no sea Varsovia.
Según el censo estadounidense de 2000, 667.414 estadounidenses de más de 5 años de edad informaron el polaco como lengua hablada en casa, siendo aproximadamente el 1,4% de las secciones censales que hablan un idioma distinto del inglés o el 0,25% de la población de los Estados Unidos.[cita requerida]
Históricamente, loa inmigrantes polacos se han asimilado muy rápidamente a la sociedad estadounidense. Entre 1940 y 1960, solo el 20 por ciento de los hijos de los inmigrantes polacos hablaba polaco regularmente, frente al 50 por ciento de los ucranianos. A principios de 1960, 3.000 de los 300.000 polaco-estadounidenses de Detroit cambiaron sus nombres. El 91,3% de ellos dice hablar solamente inglés. En 1979, los 8 millones de encuestados de ascendencia polaca informaron que solo el 41,5 por ciento tenía solo ascendencia polaca de padre y madre. Muchos de los polacos llegados se casaron con personas con origen o ascendencia alemana (17%), italiana (10%), europeo oriental (8%), irlandesesa (5 %), franco-canadiense (4 %), hispana (2 %), lituana (2%) e inglesa (1 %).
Por nivel de instrucción, el censo de Estados Unidos estima que el 37,6 % de los polacos en Estados Unidos tienen licenciaturas o títulos superiores, mientras que el porcentaje en la población estadounidense en su conjunto es de 28,5%. El ingreso familiar promedio para los estadounidenses de ascendencia polaca se estima, según el censo de Estados Unidos, de 61 846 dólares, ligeramente superior de la de otros grupos eslavo-estadounidenses, como los checos, eslovacos, y ucranianos.
|                                                                                           |
| Distribución de los polacos en Estados Unidos y sus descendientes según el censo del 2000 |

|                            |
| Porcentaje por cada estado |

## Religión
Como en Polonia, la mayoría de los inmigrantes polacos son católicos. Históricamente, menos del 5% de los estadounidenses que se identificaron como polacos declararían cualquier otra religión que no fuera católica. Los inmigrantes judíos de Polonia, en su mayoría sin excepción, se autoidentificaron como "judíos", "judíos alemanes", "judíos rusos" o "judíos austríacos" cuando estaban dentro de los Estados Unidos, y enfrentaron una trayectoria histórica muy diferente a la de los católicos polacos.
Los polacos en Cleveland establecieron St. Hyacinth's (ahora cerrado), la Iglesia de San Estanislao (1873), el Sagrado Corazón (1888–2010) el Inmaculado Corazón de María (1894), St. John Cantius (Westside Poles), St. Bárbara (cerrado), iglesia de San Pedro y San Pablo (1927) en Garfield Heights, Santa Teresa (1927) Garfield Heights, Hospital Marymount (1948) Garfield Heights e iglesia de Santa Mónica (1952) Garfield Heights. Además, la comunidad polaca creó el Santuario de Nuestra Señora de Częstochowa en el campus del Hospital Marymount.
Los polacos estadounidenses conservaron su larga tradición de venerar a la Señora de Czestochowa en los Estados Unidos. Las réplicas de la pintura son comunes en las iglesias y parroquias estadounidenses de Polonia, y muchas iglesias y parroquias llevan su nombre en su honor. La veneración de la Virgen María en las parroquias polacas es una diferencia significativa entre el catolicismo polaco y el catolicismo estadounidense; Las monjas polacas de la Orden Feliciana, por ejemplo, adoptaron el marianismo como la piedra angular de su desarrollo espiritual, y las iglesias polacas en los EE. UU. eran vistas como "similares a un culto" en su veneración a María. El catecismo religioso y los escritos de los conventos encontraron que a las monjas polacas de las Hermanas Felicianas y de las Hermanas de la Sagrada Familia de Nazaret se les enseñó a tener "una sólida apreciación del papel de María en el misterio de la Redención" y "una confianza filial en su patrocinio, más explícitamente, “ser . . . una verdadera hija de la inmaculada Virgen María". El marianismo que se enseñaba en las escuelas parroquiales polacas en los Estados Unidos se hacía independientemente de la Iglesia Católica, y demostraba autonomía por parte de las monjas que enseñaban a los jóvenes polacos americanos. Es notable que hubo un movimiento simultáneo en Polonia que finalmente condujo a una Iglesia católica separatista, la Iglesia Mariavita, que amplió enormemente la veneración de la Virgen María en su doctrina. En Polonia, se creía que la Virgen María servía como madre de misericordia y salvación. para los católicos, y a lo largo de la Edad Media, los caballeros polacos le rezaban antes de la batalla. Las iglesias polaco-estadounidenses presentaban réplicas de la Dama de Częstochowa, que se exhibió en el Monasterio de Jasna Góra y tiene un significado nacional y religioso debido a su conexión con un victorioso defensa militar en 1655. Varias ciudades de América se nombran Częstochowa, en conmemoración de la ciudad de Polonia.